# Harald Rosenløw Eeg
Harald Rosenløw Eeg (n. 18 august 1970) este un romancier și scenarist norvegian.
Și-a făcut debutul literar în 1995 cu romanul pentru tineret „Glasskår” (Cioburi de sticlă), pentru care a fost distins cu Debutantpris-ul (Premiul debutantului) inițiat de scriitorul și poetul norvegian Tarjei Vesaas (1897 – 1970).

## Activitate (literară și filmică)
Eeg a scris, de asemenea, scenariul pentru filmul cu nume omonim, „Glasskår” (Cioburi de sticlă), în 2002.:165 Scriitorul norvegian a scris scenariul pentru filmul Hawaii, Oslo, regizat de Erik Poppe și lansat în 2004, precum și pentru filmul Uro, lansat în 2006 regizat de Stefan Faldbakken.
Filmul din anul 2008, intitulat Troubled Water, regizat de același Poppe, a fost bazat pe un scenariu scris de Eeg. Filmul a câștigat premiul publicului pentru cel mai bun lungmetraj narativ la cel de-al 16-lea Festival Internațional de Film de la Hamptons în 2008.

## Filmografie (scenarist)
- 2002 — Glasskår – Cioburi de sticlă
- 2002 — Anolit, scenariu scris împreună cu Stefan Faldbakken
- 2002 — Folk flest bor i Kina — Majoritatea oamenilor trăiesc în China
- 2004 — Hawaii, Oslo
- 2006 — Uro
- 2007 — Blodsbånd - Legături de sânge, scenariu scris împreună cu Lars Gudmestad
- 2008 — DeUSYNLIGE
- 2009 — Yatzy
- 2013 — A Thousand Times Good Night - De o mie de ori „Noapte bună!”
- 2015 — Bølgen
- 2020 — Den største forbrytelsen - Cea mai mare crimă, scenariu scris împreună cu Lars Gudmestad, bazat pe o carte de Marte Michelet [6]
- 2020 — Dragevokterens jul - Garda Dragonului de Crăciun, scris împreună cu Lars Gudmestad

## Distincții, premii

### Premii literare
În afara premiului de debut, din 1995, pentru „Glasskår” (Cioburi de sticlă), Eeg a fost distins cu alte două premii, în 1997 (Premiul pentru Literatură Vestfold și Telemark) și 2000 (Premiului de literatură al Colecției de Lingvistică), iar, în 2004, pentru romanul pentru tineret Yatzy, a primit Premiul Brage.

### Premii filmice
În afara premiile literare, ca scenarist de film, Harald Rosenløw Eeg a primit mai multe distincții în domeniul filmului, printre care se pot menționa Premiul Amanda (premiu anual de film norvegian, acordat de Festivalul de Film Norvegian în colaborare cu Institutul Norvegian de Film) și Premiul Kanon (premiu al festivalului de film Kosmorama).